# پهپادهای نظامی ایالات متحده آمریکا

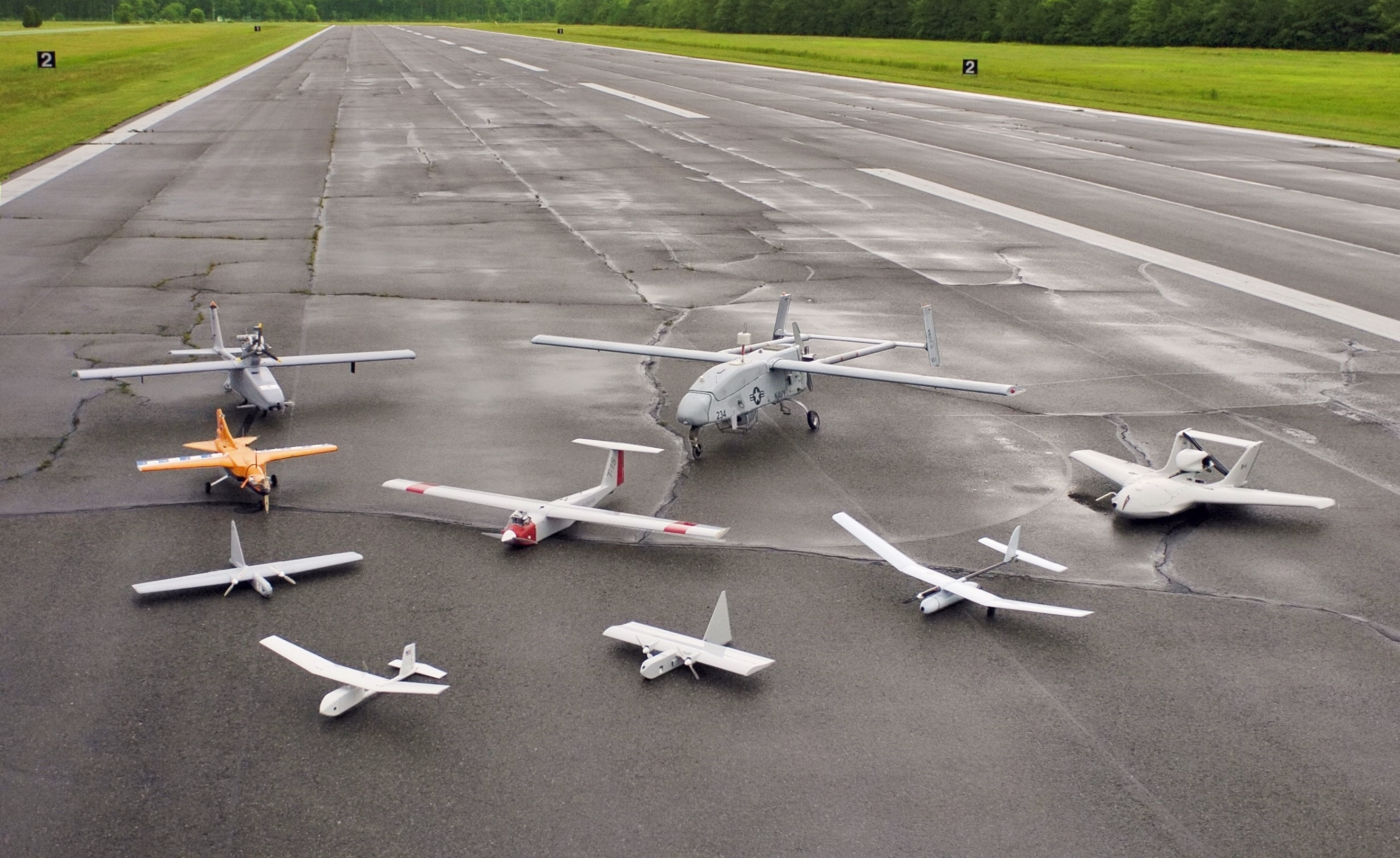
نمایی از پهپادهای آمریکا در سال ۲۰۰۵

تا ژانویه ۲۰۱۴، نیروهای مسلح ایالات متحده آمریکا تعداد زیادی سامانه هوایی بدون سرنشین (پهپاد یا وسیله نقلیه هوایی بدون سرنشین) را به خدمت گرفته‌است که شامل: ۷٬۳۶۲ فروند آئروویرنمنت آرکیو-۱۱، ۹۹۰ فروند ارووایرونمنت وسپ ۳، ۱٬۱۳۷ فروند آرکیو-۲۰ پوما و ۳۰۶ فروند آرکیو-۱۶ تی‌هاوک از گروه پهپادهای سبک به همراه ۲۴۶ فروند جنرال اتمیکس ام‌کیو-۱ پرداتور و ام‌کیو۱سی گری ایگل، ۱۲۶ فروند جنرال اتمیکس ام‌کیو ۹ ریپر، ۴۹۱ فروند آر کیو ۷ شدو و ۳۳ فروند نورثروپ گرومن آرکیو-۴ گلوبال هاوک است.

## فهرست پهپادهای نظامی آمریکا
بازنشسته
- لاکهید مارتین دسرت هاوک
- کامان کی-مکس
- جنرال اتمیکس ام‌کیو-۱ پرداتور
- آرکیو-تی‌دی‌آر
- ام‌کیو-۵ هانتر
- آرکیو-۱۴ دراگون آی
- آرکیو-۱۶ تی-هاوک
- اینتراستیت تی‌دی‌آر
- اف‌کیوام-۱۵۱ پوینتر

کنونی
- ام‌کیو۱سی گرِی هاوک
- نورثروپ گرومن آرکیو-۴ گلوبال هاوک
- نورثروپ گرومن ام‌کیو-۴سی تریتون
- آر کیو ۷ شادو
- نورثروپ گرومن ام‌کیو-۸ فایر اسکات / نورثروپ گرومن ام‌کیو-۸سی فایر اسکات
- جنرال اتمیکس ام‌کیو ۹ ریپر
- سی‌کیو-۱۰ اسنوگوس
- آئروویرنمنت آرکیو-۱۱
- ارووایرونمنت وسپ ۳
- ای‌ای‌آی کورپوریشن ایروسوند
- آرکیو-۲۰ پوما
- بوئینگ اینسیتو آر کیو-۲۱ بلک جک
- لاکهید مارتین آرکیو-۱۷۰ سنتینل
- نورثروپ گرومن آرکیو-۱۸۰
- بلک هورنت نانو
- کایوت
- اسنایپ ان‌ای‌وی
- ماوریک
- سوییچ بلید
- لاکهید مارتین استالکر
- بوئینگ اسکن‌ایگل
- نورثروپ گرومن بت

پهپادهای آینده
- ام‌کیو-۲۵ استینگری